# Leptognathia luykeni
Leptognathia luykeni är en kräftdjursart som beskrevs av Vanhoeffen 1914. Leptognathia luykeni ingår i släktet Leptognathia och familjen Leptognathiidae. Inga underarter finns listade i Catalogue of Life.